# Юанкоскі
Ю́анкоскі (фін. Juankoski швед. Strömsdal)  — місто в провінції Північна Савонія у Фінляндії.
Населення 4933 осіб (2014), площа  — 586,29 км², водяне дзеркало  — 120,98 км², щільність населення  — 10,6 осіб /км².
Статус міста отримало в 1998 році.